# دروازه بهشت (گروه آیینی)
گروه دروازه بهشت یک جنبش نوپدید دینی آمریکایی بود که بیشتر به خاطر خودکشی‌های دسته‌جمعی اعضایش در سال ۱۹۹۷ شناخته می‌شود. این گروه که اغلب به‌عنوان یک فرقه شناخته می‌شود، در سال ۱۹۷۴ تأسیس شد و توسط مارشال اپل‌وایت (۱۹۳۱–۱۹۹۷) و بانی نتلز (۱۹۲۷–۱۹۸۵) که درون گروه به نام‌های «دو» و «تی» شناخته می‌شدند رهبری می‌شد. نتلز و اپل‌وایت اولین بار در سال ۱۹۷۲ ملاقات کردند و در پی یک سفر معنوی، خود را به عنوان دو شاهد مکاشفه معرفی کردند و در میانه دهه ۱۹۷۰ تعدادی پیرو جذب کردند. در سال ۱۹۷۶، گروه اصلی متشکل از چندین ده عضو، جذب اعضای جدید را متوقف کردند و یک سبک زندگی راهب‌گونه را بنیان نهادند.
دانشمندان الهیات دروازه بهشت را ترکیبی از هزاره‌گرایی، معنویت عصر نو و یوفوشناسی توصیف کرده‌اند و این گروه به‌عنوان یک دین مرتبط با یوفو شناخته می‌شود. باور اصلی گروه این بود که پیروان می‌توانند با رد کردن طبیعت انسانی خود، به موجودات فرازمینی جاودانه تبدیل شوند و به بهشت که به آن «سطح بعدی» یا «سطح تکاملی بالاتر از انسان» گفته می‌شد، صعود کنند. مرگ نتلز بر اثر سرطان در سال ۱۹۸۵، دیدگاه‌های گروه در مورد صعود به سطح بعدی را به چالش کشید؛ در حالی که آن‌ها ابتدا باور داشتند که زنده به بهشت و با یک یوفو صعود خواهند کرد، به این نتیجه رسیدند که بدن تنها یک «ظرف» یا «وسیله» برای روح است و آگاهی آن‌ها پس از مرگ به «بدن‌های سطح بعدی» منتقل خواهد شد.
مأموران دفتر کلانتر شهرستان سن دیگو در تاریخ ۲۶ مارس ۱۹۹۷ اجساد ۳۹ عضو فعال گروه از جمله اپل‌وایت را در خانه‌ای در حومه رنچو سنتا فی در سن دیگو پیدا کردند. آن‌ها در یک سری خودکشی‌های دسته‌جمعی هماهنگ شرکت کرده بودند که با نزدیک‌ترین عبور دنباله‌دار هیل–باپ همزمان شد. درست پیش از خودکشی دسته‌جمعی وب‌سایت گروه با پیامی به‌روز شد: «هیل–باپ خاتمه‌ای برای دروازه بهشت به ارمغان می‌آورد. کلاس درس ۲۲ ساله ما در سیاره زمین سرانجام به پایان می‌رسد – 'فارغ‌التحصیلی' از تکامل در سطح انسانی. ما با شادی آماده‌ایم تا این دنیا را ترک کنیم و با گروه تی همراه شویم.»

## برای مطالعهٔ بیشتر
- Raine, Susan (2005). "Reconceptualising the Human Body: Heaven's Gate and the Quest for Divine Transformation". Religion (به انگلیسی). Elsevier. 35 (2): 98–117. doi:10.1016/j.religion.2005.06.003.